# Miraflores (Málaga)
Miraflores es un barrio perteneciente al distrito Este de la ciudad andaluza de Málaga, España. Según la delimitación oficial del ayuntamiento, limita al norte con el barrio de Miraflores Alto y la ronda de circunvalación este; al este, con los barrios de Podadera y Finca El Candado; al sur, con los barrios de Virgen de las Angustias y La Pelusa; y al oeste, con el barrio de Miraflores del Palo.

## Transporte
Ninguna línea de autobús urbano atraviesa los límites del barrio, aunque las siguientes líneas de la EMT realizan paradas en lugares cercanos: 
| Línea | Trayecto                    | Recorrido | Frecuencia |
| ----- | --------------------------- | --------- | ---------- |
| 11    | Alameda Principal - El Palo | Recorrido | 8 minutos  |
| 29    | Jarazmín - El Palo          | Recorrido | 60 minutos |